# Новолуговое (Новосибирская область)
Новолуговое — село в Новосибирском районе Новосибирской области России. Административный центр Новолуговского сельсовета. Граничит с Первомайским районом Новосибирска.

## История села
Первое упоминание села относится к 1899 году. В «Списке населённых мест Томской губернии на 1899 год» значится как деревня Ново-Луговская при реке Ине. По состоянию на 1899 год: число крестьянских дворов — 66, число наличных душ мужского пола — 175, женского пола — 183.
До 1899 года «Списки населённых мест Томской губернии» издавались в 1868 и 1893 году. Однако никаких упоминаний о деревне с таким названием в данных документах обнаружено не было. Из чего следует, что имеющее статистическую значимость поселение на данном месте было основано в промежутке между 1893 и 1899 годами.
Согласно «Списку населенных мест Томской губернии на 1911 год» деревня значится как Ново-Луговая при реке Ине, со школой грамоты, с числом дворов — 236, с числом наличных душ мужского пола — 390, женского пола — 400.
В 1929 году в селе была возведена восьмилетняя школа, в этом же году основан колхоз «Борьба». В 1935 году созданы колхозы «Ермак» и «Путь Ильича», объединённые в 1950 году в колхоз «Имени Жданова», в 1960 году из него выделили три отделения совхоза: два из них (п. Мостовой и п. Новая деревня) отошли Гусинобродскому сельскому Совету, третье отделение – село Новолуговое, было реорганизовано в совхоз «Луговской».

## География
Площадь села — 395 гектаров.
Вдоль Новолугового протекает Иня, естественная граница между селом и Первомайским районом Новосибирска. Кроме того, населённый пункт пересекает впадающая в Иню река Переборка.

## Население
| 2002 | 2007  | 2010  | 2021  |
| ---- | ----- | ----- | ----- |
| 3351 | ↗4063 | ↗4104 | ↗6949 |

## Инфраструктура
В селе по данным на 2007 год функционируют 1 учреждение здравоохранения и 1 учреждение образования.

### Предприятия
- Калина-Иня — производитель хозяйственных и керамических изделий[8].

## Русская православная церковь
Приход Св. Николая Чудотворца.

## Транспорт

### Общественный транспорт
По территории населённого пункта проходит маршрутное такси № 301, связывающее Новолуговое с Центральным, Октябрьским, Первомайским районами Новосибирска, а также с близлежащими населёнными пунктами. Маршрут автобуса № 117 соединяет Новолуговое с Первомайским районом Новосибирска, селом Барышево и деревней Издревой.
Автобус № 711 соединяет Новолуговое с Октябрьским, Первомайским районами, а также с населëнным пунктом СО Энергия.

### Мосты
Через Иню проходит мост, обеспечивающий транспортную связь между Первомайский районом и Новолуговым. Построен в 1960-х годах. Длина — 173 м, ширина — 10,5 м.